# Plagiolepis karawajewi
Plagiolepis karawajewi é uma espécie de formiga do gênero Plagiolepis, pertencente à subfamília Formicinae.